# Михаил Станюкович
Михаил Николаевич Станюкович е руски адмирал, мореплавател, изследовател, баща на известния руски писател Константин Станюкович.

## Произход и военна кариера (1786 – 1826)
Роден е на 10 януари 1786 година в Смоленска губерния, Руска империя, в дворянско семейство с полско-литовски произход. На 10 юни 1804 завършва Морския кадетски корпус с чин мичман и е изпратен на специализация в Англия. Пет години плава на английски военни кораби в Средиземно море и Атлантическия океан и основно изучава морската наука.
През 1809 се завръща в Русия, на 1 март 1810 е произведен в чин лейтенант и е назначен за командир на кораба „Собол“. През 1811 е прехвърлен на кораба „Мравка“. През 1813 участва в обсадата на Данциг (Гданск) и в морско сражение с французите и холандците.
През 1815 е назначен за командир на 44-оръдейната фрегата „Архипелаг“, а след това на фрегатата „Аргус“. През 1817 е прехвърлен в Черноморския флот, като командир на 16-оръдейния кораб „Мингрелия“ и през 1818 е произведен в капитан-лейтенант.

## Изследователска дейност (1826 – 1829)
От 1826 до 1829 на кораба „Молер“ извършва околосветско плаване. През декември 1827 и януари и март 1828 изследва северната част на Хавайските о-ви, като определя координатите на осем острова в интервала между 22º и 25º 30` с.ш. Открива атола Куре (януари, 28°25′ с. ш. 178°20′ з. д. / 28.416667° с. ш. 178.333333° з. д.) и остров Лейсан (12 март, 25°46′ с. ш. 171°44′ з. д. / 25.766667° с. ш. 171.733333° з. д.). След това изследва Алеутските о-ви, северното крайбрежие на п-ов Аляска и близките до него острови.
По време на изследването щурманският помощник Андрей Худобин, вече извършил едно околосветско плаване под командванета на Михаил Василиев край северните брегове на п-ов Аляска, открива малката група о-ви Худобин (56°01′ с. ш. 160°55′ з. д. / 56.016667° с. ш. 160.916667° з. д.).
На 2 декември 1827 Станюкович е произведен в капитан 2-ри ранг.

## Следващи години (1829 – 1869)
През март 1831 г., като командир на 30-оръдейния кораб „Двина“, извършва преход от Архангелск в Кронщадт. На 25 юни 1831 е произведен в капитан 1-ви ранг и на 30 август същата година е назначен за командир 52-оръдейната фрегата „Кастор“, с която в началото на 1832 извършва плаване от Архангелск в Кронщад. През септември същата година е командир на 74-оръдейния кораб „Велик княз Михаил“ и командва 13-и флотски екипаж.
На 1 януари 1837 става контраадмирал и командир на 2-ра бригада от 4-та флотска дивизия. Последователно издига контраадмиралския си флаг на корабите „Императрица Екатерина ІІ“, „Бургас“ и „Агатополо“, като с последния крацерува край бреговета на Абхазия. След това от 1 януари 1839, като командир на 2-ра бригада от 5-а флотска дивизия, със своята ескадра патрулира покрай кавказките брегове, по време на войната за Кавказ.
През 1842 – 1843, като командир на ескадра, превозва десантни войски от Одеса до Севастопол и обратно. На 12 август 1844 е назначен за командир на 5-а флотска дивизия, а на 30 август е произведен във вицеадмирал. На 30 март 1852 е назначен за командващ Севастополското пристанище и изпълнява длъжността военен губернатор на Севастопол. По време на Севастополската отбрана се намира в обсадения град. На тази длъжност остава до 27 март 1855, когато е назначен за член на Адмиралтейската колегия. На 26 август 1856 е произведен в пълен адмирал. На 23 април 1862 поради здравословни причини е уволнен от флота.
Умира на 29 декември 1869 година в Севастопол на 83-годишна възраст.

## Памет
Неговото име носи нос Станюкович на северния бряг на Охотско море, Тауйски залив.